# Loch Arbour
Loch Arbour es una villa ubicada en el condado de Monmouth en el estado estadounidense de Nueva Jersey. En el año 2010 tenía una población de 194 habitantes y una densidad poblacional de 646 personas por km².

## Geografía
Loch Arbour se encuentra ubicada en las coordenadas 40°13′57″N 74°0′7″O / 40.23250, -74.00194.

## Demografía
Según la Oficina del Censo en 2000 los ingresos medios por hogar en la localidad eran de $68,542 y los ingresos medios por familia eran $74,250. Los hombres tenían unos ingresos medios de $74,250 frente a los $74,250 para las mujeres. La renta per cápita para la localidad era de $34,037. Alrededor del 4.8% de la población estaba por debajo del umbral de pobreza.